# Marc'Antonio Zondadari

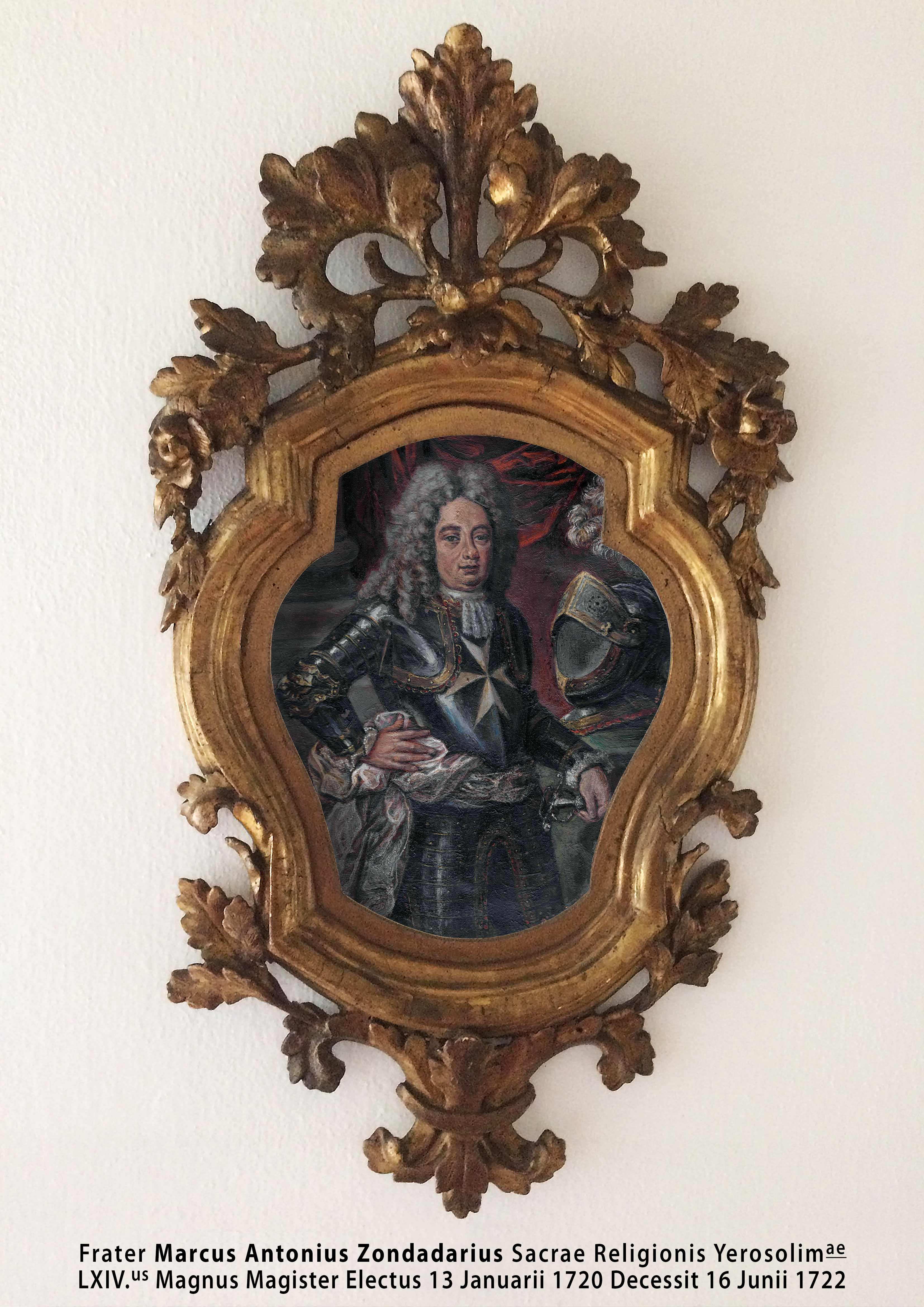

Marc'Antonio Zondadari (Siena, 26 novembre 1658 – Malta, 16 giugno 1722) è stato Gran Maestro dell'Ordine dei Cavalieri Ospedalieri dal 1720 fino alla sua morte.

## Biografia

### I primi anni
Di origini italiane, apparteneva ad un'antica famiglia di Siena: sua madre, Agnese Chigi, era figlia di un fratello di papa Alessandro VII.  Il padre era il marchese Ansano Zondadari. Lo Zondadari nacque a Siena il 26 novembre 1658 e venne allevato nel palazzo di famiglia.
Con l'intento di entrare nell'Ordine di Malta, venne inviato al collegio dei Nobili di Parma, allora diretto dai gesuiti, e passò quindi a Napoli, dove trascorse quattro anni, con una condotta di studi impeccabile. Questi fatti avvantaggiarono non poco la sua carriera nell'Ordine: dopo non molto tempo ottenne il comando di una delle galere dell'Ordine e ottenne dal Gran Maestro Gregorio Carafa tre commende.
Nel 1701 egli divenne Maestro di Camera ed intimo confidente del Gran Maestro Ramon Perellos y Roccaful. Fattosi assegnare il comando della marina maltese, risistemò le forze navali ed organizzò anche un accurato piano finanziario per mantenerla. Poco dopo, per questi suoi meriti, venne decorato col titolo della Gran Croce e, nel 1712, venne inviato come Ambasciatore presso  papa Clemente XI, il quale aveva per lui una stima particolare.

### Gran Maestro dell'Ordine di Malta

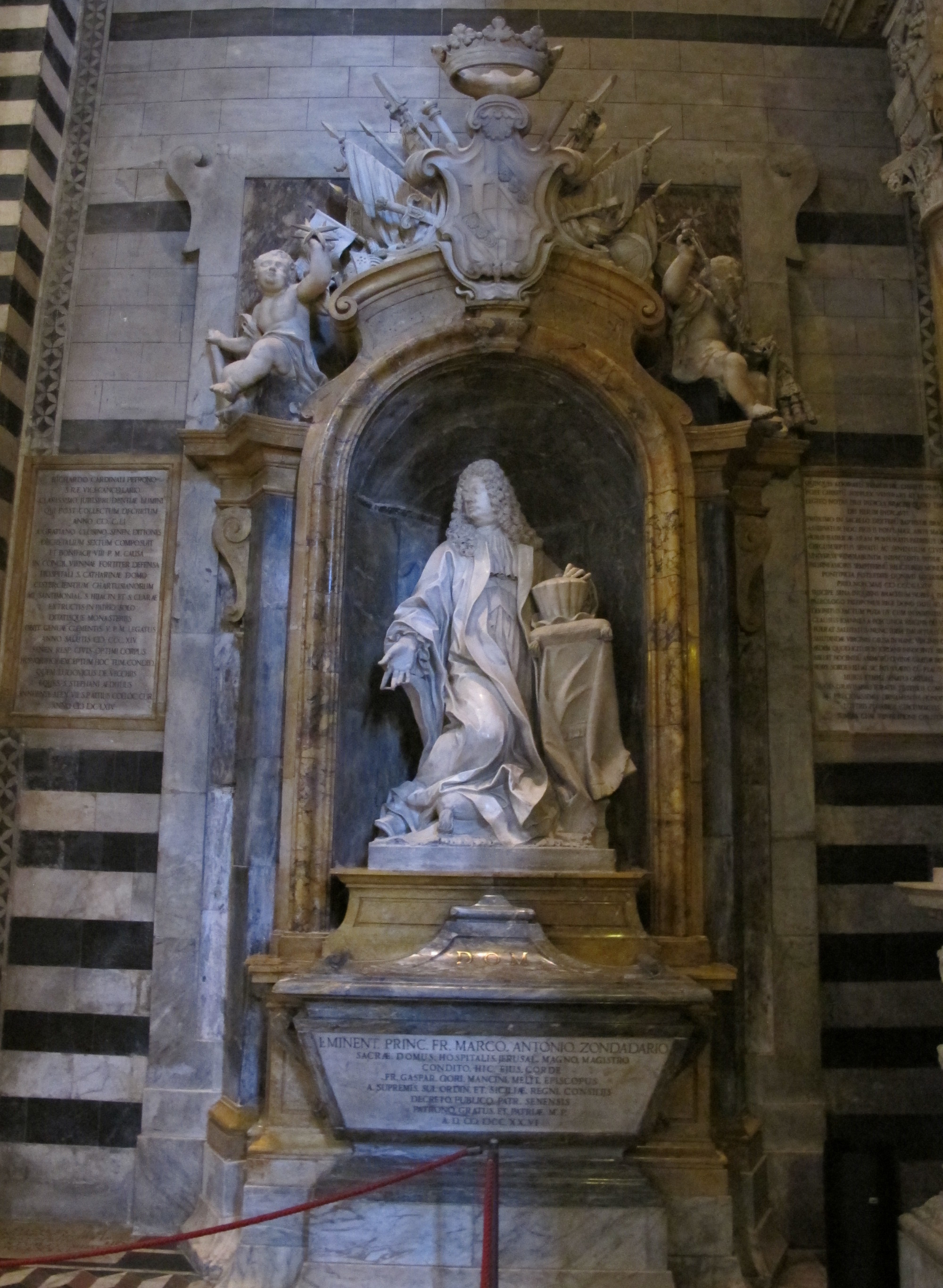
Il monumento sepolcrale nel Duomo di Siena

Alla morte del Gran Maestro, Zondadari venne scelto per succedere al gran magistrato, nel 1720. Egli riportò la disciplina nell'ordine, che da lungo tempo giaceva in inattività, restaurò le fortificazioni, fece fiorire il commercio. Egli, inoltre, ottenne dal Papa che ogni cavaliere che possedesse una rendita annua superiore alle 300 lire (cosa alquanto comune) fosse tenuto a mantenere un uomo per la sicurezza dell'isola, riducendo così i costi di mantenimento dell'esercito per conto dell'Ordine. La scelta di nominare de Ruffi al comando della flotta dell'Ordine, si rivelò perfetta. Sotto l'aspetto governativo fu molto attivo e rimase alla testa degli affari dell'Ordine sino alla morte, avvenuta il 16 giugno 1722, all'età di 63 anni.
Durante il suo periodo di governo vennero rafforzate le tradizioni del Carnevale con la proposizione della festa della cuccagna.
Il suo corpo è sepolto ancora oggi in un magnifico monumento realizzato da Massimiliano Soldani Benzi e posto nella concattedrale di San Giovanni a La Valletta, mentre il suo cuore venne sepolto nella nativa Siena, con disappunto dei maltesi. Questo monumento, realizzato in marmo e bronzo, mostra anche la potenza dei gran maestri raggiunta in quell'epoca e la positiva nomea che si guadagnò Marc'Antonio Zondadari nell'Ordine.
Zondadari scrisse anche un breve opuscolo intitolato "Breve e particolare istruzione del sacro or dîne mililare degli Ospitalari", Roma, 1719, 1 vol. in-12, ristampato a Parigi nel 1721, e a Padova nel 1724, assieme ad una parafrasi del Salmo 41, sempre scritta da lui.
Come Gran Maestro, ha anche dato un titolo onorifico alla città di Bormla (Malta) chiamandola "Città Cospicua".